# Clean and Sober
Clean and Sober är en amerikansk dramafilm från 1988 i regi av Glenn Gordon Caron. I huvudrollerna ses Michael Keaton, Kathy Baker, M. Emmet Walsh, Morgan Freeman, Luca Bercovici och Tate Donovan.

## Rollista i urval
- Michael Keaton – Daryl Poynter
- Kathy Baker – Charlie Standers
- Morgan Freeman – Craig
- M. Emmet Walsh – Richard Dirks
- Luca Bercovici – Lenny
- Tate Donovan – Donald
- Claudia Christian – Iris
- Brian Benben – Martin
- Henry Judd Baker – Xavier
- J. David Krassner – Tiller
- Dakin Matthews – Bob
- Ben Piazza – Kramer
- Rachel Ryan – Karen Peluso